# Tr202
Tr202 – seria ciężkich parowozów towarowych produkcji brytyjskiej (brytyjski typ 9F Liberation), skonstruowana w czasie II wojny światowej i używana po wojnie przez PKP oraz koleje jugosłowiańskie, czechosłowackie i luksemburskie.

## Pochodzenie
Omawianą serię parowozów wyprodukowano wkrótce po ukończeniu wojny w zakładach Vulcan Foundry, Newton-le-Willows, Wielka Brytania na zamówienie organizacji UNRRA. Parowozy dostarczono do Europy kontynentalnej w ramach pomocy w odbudowie komunikacji. Według źródeł brytyjskich łącznie na eksport zbudowano w zakładach 120 parowozów (podawana w niektórych źródłach liczba 110 nie obejmuje parowozów przeznaczonych dla Luksemburga). 65 lokomotyw trafiło do Jugosławii, 15 – do Czechosłowacji, a 10 – do Luksemburga. W latach 1957–1958 firma Duro Daković zbudowała dla kolei jugosłowiańskich jeszcze 10 identycznych lokomotyw. Do Polski w 1946 roku dostarczono 30 parowozów serii, dla której PKP przyjęło oznaczenie Tr202. Lokomotywy te weszły na inwentarz PKP, poczynając od 1946 roku i były eksploatowane do 1976 roku.

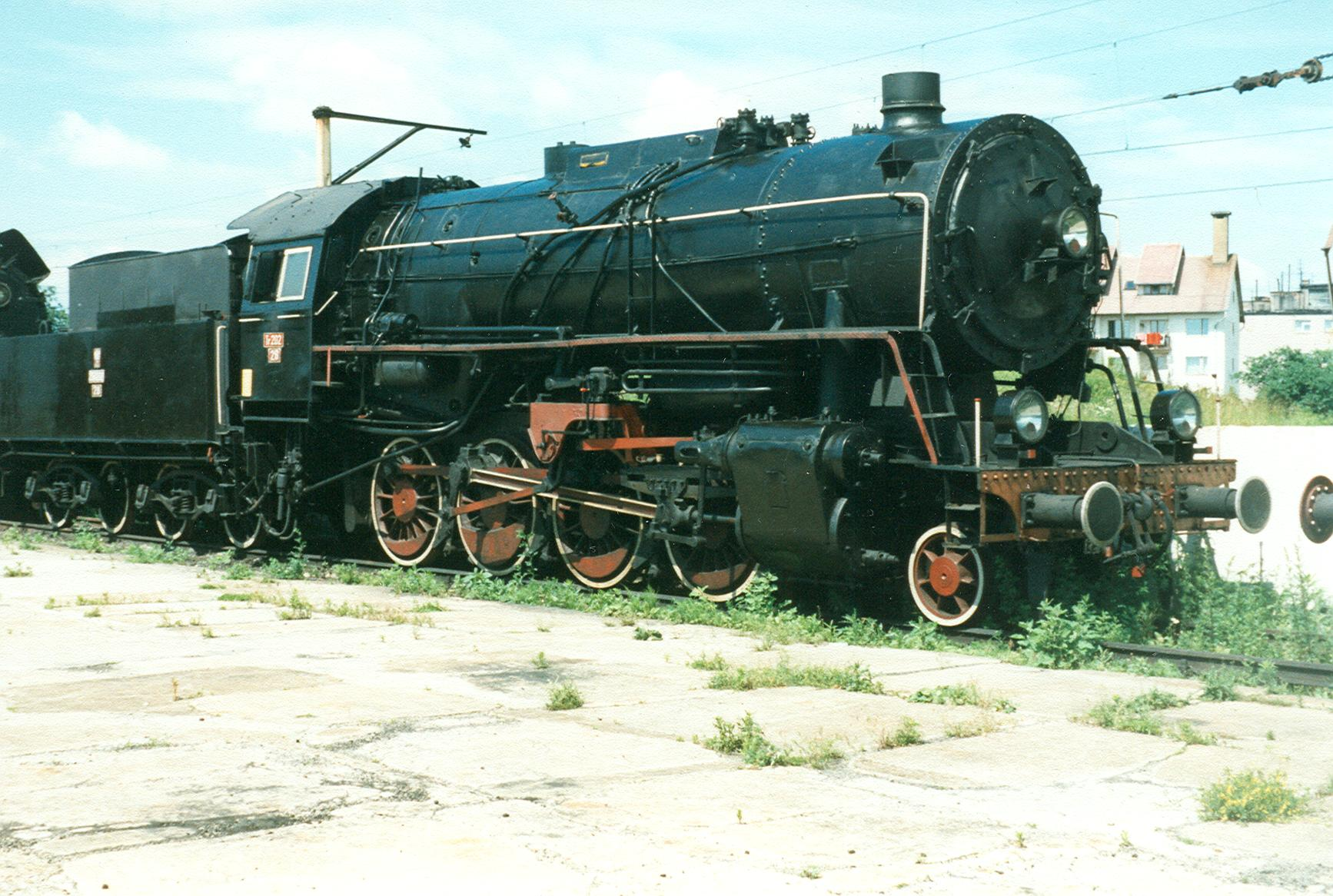
Polski parowóz Tr202 produkcji angielskiej. Widoczna wyraźna przepaska na kominie.

## Opis techniczny
Parowóz przeznaczony był w zasadzie do średnich i ciężkich składów towarowych. Ze względu na sporą prędkość konstrukcyjną (80 km/h) mógł być również stosowany do prowadzenia składów osobowych, co w związku z powojennym brakiem lokomotyw osobowych było często wykorzystywane w trakcji PKP.
Lokomotywę Tr202 zaprojektowano pod kątem przyszłej eksploatacji na kolejach jugosłowiańskich, której torowiska zlokalizowane w zróżnicowanym, górskim terenie charakteryzują się z punktu widzenia trakcji bardzo trudnymi warunkami (ostre, wielokrotnie następujące po sobie łuki, często przeciwnie skierowane, duże nachylenie toru). Dlatego też konstruktorzy zdecydowali się na zmniejszenie rozstawów skrajnych osi napędowych do 7,760 m. Było to możliwe dzięki zmniejszeniu ilości osi kół napędowych z pięciu (stosowanych standardowo w ciężkich lokomotywach towarowych) do czterech. Część obciążenia przeniesiono na przednią oś toczną opartą na wózku Bissela. Dzięki czteroosiowemu napędowi długość parowozu z tendrem była niezbyt duża (20,06 m) i mieścił się on bez problemów na obrotnicach stosowanych przez PKP oraz koleje czechosłowackie i jugosłowiańskie.
Parowóz posiadał duży kocioł, wystarczający w zasadzie do napędu silnika parowego. Zastosowano 36 płomienic o średnicy 133 mm i 205 płomieniówek o średnicy 51 mm. Przegrzewacz pary mieścił się w dymnicy, a w części, umieszczono go wewnątrz płomienic. Lokomotywę wyposażono w dwucylindrowy silnik bliźniaczy na parę przegrzaną pracującą pod ciśnieniem 16 at. Stosowany w lokomotywie brytyjski system rozrządu silnika parowego był bardzo charakterystyczny i nietypowy zarówno dla polskich, jak i czechosłowackich kolei, które stosowały w tej materii rozwiązania niemieckie. Dwucylindrowy silnik parowy napędzał 4 osie napędowe z kołami o średnicy 1450 mm. Przed pierwszą osią napędową znajdowała się jedna oś toczna.
Pod względem konstrukcyjnym parowóz zbliżony był do lokomotyw Tr201 oraz Tr203 produkcji amerykańskiej. Był jednak znacznie staranniej wykonany, mimo iż była to oszczędnościowa i uproszczona konstrukcja okresu wojennego. Do jego wykonania użyto materiałów wysokiej jakości. Zastosowano między innymi miedziany kocioł oraz w dużej mierze mosiężny osprzęt. Parowóz wyposażony był w system hamulcowy Westinghouse’a. Instalacja elektryczna była montowana fabrycznie. W trakcie służby w PKP parowozy poddawano nieznacznym modyfikacjom z okazji przeglądów okresowych.
Parowóz posiadał duży tender o pojemności skrzyni wodnej 25 m³ wody i skrzyni węglowej 9 t. Dzięki temu mógł być stosowany w ruchu dalekobieżnym. Górna część tendra posiadała charakterystyczny, półokrągły kształt.
Moc znamionowa parowozu wynosiła 1837 KM i była identyczna z mocą ciężkiego niemieckiego parowozu oznaczonego w Polsce jako Ty3, większa natomiast od popularnego Ty2 konstrukcji niemieckiej oraz polskich przedwojennych Ty23 i Ty37. W ruchu dalekobieżnym parowóz spisywał się dobrze; ustępował jednak pod względem mocy parowozowi Ty246 produkcji amerykańskiej, a także późniejszemu polskiemu ciężkiemu parowozowi towarowemu Ty51. Parowóz mógł bezproblemowo ciągnąć ciężkie składy o masie 1400 t z prędkością 60 km/h w terenie płaskim. Dobrze też spisywał się w górach mogąc ciągnąć z taką samą prędkością składy o masie 350 t przy nachyleniu toru 10 promil. Dlatego też w Czechosłowacji używano go do obsługi ciężkich pociągów towarowych. Jedynym problemem powodującym czasami niespokojny bieg było nietypowe połączenie parowozu z tendrem. Wada ta została później wyeliminowana w trakcie napraw przeprowadzanych już w Polsce.
Pewną wadą, ale także i zaletą parowozów Tr202 był stosunkowo duży nacisk na jedną oś (18,5 t). Ograniczało to możliwość ich stosowania na szlakach o słabszym torowisku. Z drugiej jednak strony duży nacisk osiowy pozwalał na uzyskiwanie znacznej siły pociągowej i bezproblemowy rozruch, a także prowadzenie ciężkich pociągów. Siła pociągowa wynosząca 15 000 kG zbliżona była do siły pociągowej parowozów z pięcioma kołami napędowymi, miały jednak miejsce przypadki, gdy lokomotywa Tr202 prowadziła bez większych problemów skład o ciężarze 1800 T.
Zaletą parowozu było staranne wykonanie, dobra jakość materiałów i związana z tym niska awaryjność. Znaczną część osprzętu wykonano z miedzi lub z mosiądzu, co zapewniało długotrwałość oraz ochronę przed korozją.
W wyniku doświadczeń eksploatacyjnych w parowozach dokonywano niewielkich na ogół zmian i ulepszeń. Zmieniono między innymi sposób łączenie lokomotywy z tendrem, przez co uzyskał on przy wyższych prędkościach bardziej spokojny bieg. Zmieniono niekorzystną lokalizację inżektora. System hamulcowy Westinghouse’a wymieniono na Knorra. Bardzo niski komin lokomotywy powodujący słaby ciąg podwyższono o dodatkowy stalowy cylinder tej samej średnicy. Komin uzyskiwał wówczas charakterystyczną dla Tr202 poprzeczną ’przepaskę’ widoczną wyraźnie na kolorowej fotografii umieszczonej powyżej.

## Przebieg służby
Na kolejach czechosłowackich ČSD omawiane parowozy oznaczono numerami 459001 – 459015. Skierowano je do obsługi ciężkich składów towarowych na głównych magistralach (m.in. Praga – Česká Třebová). Później po elektryfikacji tej linii przeniesiono je do Kolina i Kutnej Hory. Wycofanie z ruchu posiadanych egzemplarzy przeprowadzono w 1971 roku.
Na kolejach jugosłowiańskich JŽ parowozy oryginalne oraz produkowane na licencji oznaczono numerami 38001 – 38075.
W Polsce parowozy Tr202 stacjonowały przeważnie w Oleśnicy. Skupienie prawie wszystkich lokomotyw w jednej parowozowni powodowało, że były one mało popularne w kraju. Jeden z egzemplarzy można było często zobaczyć przy pracach manewrowych na Dworcu Towarowym w Krakowie, inny na stacji rozrządowej Wrocław Brochów.
W związku z elektryfikacją głównych szlaków kolejowych i mechanizacją drugorzędnych parowozy Tr202 spychano stopniowo do podrzędnych prac. Wykorzystywane były wówczas do prac manewrowych z ciężkimi składami.
Ostatnie egzemplarze lokomotyw Tr202 skreślono z inwentarza PKP pod koniec 1976 roku w lokomotywowni Oleśnica.

## Zachowane egzemplarze
Dobrze zachowany egzemplarz parowozu Tr202-19 (nr produkcyjny Vulcan Foundry 5405/1946) znajduje się w skansenie lokomotyw w Chabówce. Inny dobrze zachowany egzemplarz Tr202-28 (nr produkcyjny Vulcan Foundry 5448/1946) znajduje się w skansenie w Jaworzynie Śląskiej. Obydwie lokomotywy są już nieczynne i nie planuje się przywrócenia ich do ruchu. Stanowią jedynie eksponaty muzealne.